# Region Lateinamerika (Little League Baseball World Series)
Die Region Lateinamerika ist eine der acht internationalen Regionen, welche Teilnehmer an die Little League Baseball World Series, dem größten Baseball-Turnier für Jugendliche, entsendet. Die Region Lateinamerika nimmt seit 1958 als eigenständige Region an diesem Turnier teil. 1957 konnten sich die Mannschaften aus Mexiko über die regionale Meisterschaft der Vereinigten Staaten für die Little League World Series qualifizieren und sie auch gewinnen. Seit 2001 spielen die Karibikstaaten und Mexiko nicht mehr in der Gruppe Lateinamerika, sondern haben eigene Gruppen (siehe Region Mexiko und Region Karibik).

## Teilnehmende Mannschaften
An den Regionalen Meisterschaften nehmen jeweils eine Mannschaft der angeschlossenen Staaten sowie zusätzlich eine Mannschaft des Gastgebers teil. Folgende Länder nehmen teil:
- Brasilien
- Costa Rica
- Ecuador
- El Salvador
- Guatemala
- Honduras
- Kolumbien
- Nicaragua
- Panama
- Venezuela

## Lateinamerika an den Little League World Series

### Regionale Meisterschaften
| Jahr | Gastgeber                                                               | Mannschaft                                                              | Stadt                                                                   | Ergebnis an LLWS                                                        |
| ---- | ----------------------------------------------------------------------- | ----------------------------------------------------------------------- | ----------------------------------------------------------------------- | ----------------------------------------------------------------------- |
| 1958 |                                                                         | Industrial                                                              | Monterrey                                                               | Weltmeister                                                             |
| 1959 |                                                                         | San Juan                                                                | San Juan                                                                | Viertelfinale                                                           |
| 1960 |                                                                         | Industrial                                                              | Monterrey                                                               | 4. Platz                                                                |
| 1961 |                                                                         | Industrial                                                              | Monterrey                                                               | 3. Platz                                                                |
| 1962 |                                                                         | Del Norte                                                               | Monterrey                                                               | 4. Platz                                                                |
| 1963 |                                                                         | Obispado                                                                | Monterrey                                                               | 5. Platz                                                                |
| 1964 |                                                                         | Obispado                                                                | Monterrey                                                               | 2. Platz                                                                |
| 1965 |                                                                         | Zulia                                                                   | Maracaibo                                                               | 7. Platz                                                                |
| 1966 |                                                                         | Cuauhtemoc                                                              | Monterrey                                                               | 6. Platz                                                                |
| 1967 |                                                                         | Linares                                                                 | Linares                                                                 | 4. Platz                                                                |
| 1968 |                                                                         | Chinandega                                                              | Chinandega                                                              | 7. Platz                                                                |
| 1969 |                                                                         | Jorge Rosas                                                             | Mayagüez                                                                | 6. Platz                                                                |
| 1970 |                                                                         | Chinandega                                                              | Chinandega                                                              | 3. Platz                                                                |
| 1971 |                                                                         | Caguas Gillette                                                         | Caguas                                                                  | 5. Platz                                                                |
| 1972 |                                                                         | Admiral Gallery                                                         | San Juan                                                                | 4. Platz                                                                |
| 1973 |                                                                         | Mitras                                                                  | Monterrey                                                               | 6. Platz                                                                |
| 1974 |                                                                         | Coquivacoa                                                              | Maracaibo                                                               | 4. Platz                                                                |
| 1975 | Kein Teilnehmer, Internationale Teams wurden vom Turnier ausgeschlossen | Kein Teilnehmer, Internationale Teams wurden vom Turnier ausgeschlossen | Kein Teilnehmer, Internationale Teams wurden vom Turnier ausgeschlossen | Kein Teilnehmer, Internationale Teams wurden vom Turnier ausgeschlossen |
| 1976 |                                                                         | Puerto Nuevo                                                            | San Juan                                                                | 3. Platz                                                                |
| 1977 |                                                                         | Coquivacoa                                                              | Maracaibo                                                               | 4. Platz                                                                |
| 1978 |                                                                         | LaJavilla                                                               | Santo Domingo                                                           | 4. Platz                                                                |
| 1979 |                                                                         | Luis Llorens Torres                                                     | Santurce                                                                | 5. Platz                                                                |
| 1980 |                                                                         | Pabao                                                                   | Willemstad                                                              | 5. Platz                                                                |
| 1981 |                                                                         | Unidad Modelo                                                           | Monterrey                                                               | 7. Platz                                                                |
| 1982 |                                                                         | Coquivacoa                                                              | Maracaibo                                                               | 5. Platz                                                                |
| 1983 |                                                                         | Liquito Hernandez                                                       | Barahona                                                                | 2. Platz                                                                |
| 1984 |                                                                         | Willys R. Cook                                                          | Bethania                                                                | 5. Platz                                                                |
| 1985 |                                                                         | Coquivacoa                                                              | Maracaibo                                                               | 5. Platz                                                                |
| 1986 |                                                                         | Coquivacoa                                                              | Maracaibo                                                               | 4. Platz                                                                |
| 1987 |                                                                         | Rolando Paulino                                                         | Moca                                                                    | 3. Platz                                                                |
| 1988 |                                                                         | Curundu                                                                 | Panama-Stadt                                                            | 7. Platz                                                                |
| 1989 |                                                                         | Coquivacoa                                                              | Maracaibo                                                               | 3. Platz                                                                |
| 1990 |                                                                         | Matamoros                                                               | Matamoros                                                               | 5. Platz                                                                |
| 1991 |                                                                         | Luis Montas                                                             | San Cristóbal                                                           | 3. Platz                                                                |
| 1992 |                                                                         | Epy Guerrero                                                            | Santo Domingo                                                           | 3. Platz (geteilt)                                                      |
| 1993 |                                                                         | David Doleguita                                                         | David                                                                   | 2. Platz                                                                |
| 1994 |                                                                         | Coquivacoa                                                              | Maracaibo                                                               | Weltmeister                                                             |
| 1995 |                                                                         | Eduardo Sosa                                                            | Santo Domingo                                                           | 3. Platz (geteilt)                                                      |
| 1996 |                                                                         | Ramon Matias Mella                                                      | San Isidro Air Base                                                     | 3. Platz (geteilt)                                                      |
| 1997 |                                                                         | Linda Vista                                                             | Guadalupe                                                               | Weltmeister                                                             |
| 1998 | Bayamón                                                                 | Linda Vista                                                             | Guadalupe                                                               | Gruppenphase                                                            |
| 1999 | Monterrey                                                               | Juan A. Bibiloni                                                        | Yabucoa                                                                 | 3. Platz (geteilt)                                                      |
| 2000 |                                                                         | Sierra Maestra                                                          | Maracaibo                                                               | Weltmeister                                                             |
| 2001 | Panama-Stadt                                                            | Santiago de Veraguas                                                    | Santiago de Veraguas                                                    | Gruppenphase                                                            |
| 2002 | Managua                                                                 | Los Leones                                                              | Valencia                                                                | Viertelfinale                                                           |
| 2003 | Mayagüez                                                                | Altagracia                                                              | Los Puertos                                                             | Viertelfinale                                                           |
| 2004 | Panama-Stadt                                                            | Curundu                                                                 | Panama-Stadt                                                            | Viertelfinale                                                           |
| 2005 | Maracaibo                                                               | Los Leones                                                              | Valencia                                                                | Gruppenphase                                                            |
| 2006 | Guatemala-Stadt                                                         | Cardenales                                                              | Barquisimeto                                                            | Viertelfinale                                                           |
| 2007 | Panama-Stadt                                                            | La Victoria                                                             | Maracaibo                                                               | Viertelfinale                                                           |
| 2008 | Maracaibo                                                               | Coquivacoa                                                              | Maracaibo                                                               | Viertelfinale                                                           |
| 2009 | Barranquilla                                                            | Coquivacoa                                                              | Maracaibo                                                               | Gruppenphase                                                            |
| 2010 | Guatemala-Stadt                                                         | Chitré                                                                  | Chitré                                                                  | Gruppenphase                                                            |
| 2011 | San José                                                                | Gran Maracay                                                            | Maracay                                                                 | Int. Halbfinale                                                         |
| 2012 | Aguadulce                                                               | Aguadulce                                                               | Aguadulce                                                               | 4. Platz                                                                |
| 2013 | Guayaquil                                                               | Aguadulce                                                               | Aguadulce                                                               | Runde 4                                                                 |
| 2014 | Managua                                                                 | Coquivacoa                                                              | Maracaibo                                                               | Runde 3                                                                 |
| 2015 | Panama-Stadt                                                            | Cardenales                                                              | Barquisimeto                                                            | Int. Halbfinale                                                         |
| 2016 | Guatemala-Stadt                                                         | Aguadulce Cabazera                                                      | Aguadulce                                                               | 3. Platz                                                                |
| 2017 | Barranquilla                                                            | Luz Maracaibo                                                           | Maracaibo                                                               | Runde 3                                                                 |
| 2018 | Panama-Stadt                                                            | Vacamonte                                                               | Arraiján                                                                | Runde 2                                                                 |

### Ergebnisse nach Nation
| Land                     | Anzahl Teilnahmen | Bestes Ergebnis an den LLWS    |
| ------------------------ | ----------------- | ------------------------------ |
| Venezuela                | 19                | Weltmeister (1994, 2000)       |
| Mexiko                   | 15                | Weltmeister (1957, 1958, 1997) |
| Panama                   | 10                | 2. Platz (1993)                |
| Dominikanische Republik  | 7                 | 2. Platz (1983)                |
| Puerto Rico              | 7                 | 3. Platz (1976, 1999)          |
| Nicaragua                | 2                 | 3. Platz (1970)                |
| Niederländische Antillen | 1                 | 5. Platz (1980)                |

 Stand nach den Little League World Series 2018 / kursiv = ehemalige Teilnehmer